# Mary Kay Place
Mary Kay Place, född 23 september 1947 i Tulsa, Oklahoma, är en amerikansk skådespelerska och sångerska.

## Utmärkelser
Place har bland annat vunnit ett Primetime Emmy Award för bästa kvinnliga biroll 1977 för Mary Hartman, Mary Hartman.

## Roller i urval
- 1974 – M*A*S*H (TV-serie) (1 avsnitt)
- 1976–1977 – Mary Hartman, Mary Hartman (TV-serie) (325 avsnitt)
- 1977 – New York, New York
- 1980 – Tjejen som gjorde lumpen
- 1981 – Flygande bekymmer
- 1983 – Människor emellan
- 1983 – Ömhetsbevis
- 1992 – Kapten Trubbel
- 1996 – Citizen Ruth
- 1996 – Manny & Lo
- 1997 – Regnmakaren
- 1999 – I huvudet på John Malkovich
- 1999 – Stulna år
- 2001 – Human Nature
- 2002 – Sweet Home Alabama
- 2004 – Silver City
- 2005 – Lonesome Jim
- 2005 – Nio liv
- 2006–2011 – Big Love (TV-serie) (42 avsnitt)
- 2007 – Grace Is Gone
- 2009 – It's Complicated
- 2001 – Youth in Revolt
- 2010 – Shrek – Nu och för alltid (röst)
- 2015–2016 – Grace and Frankie (TV-serie) (2 avsnitt)
- 2017 – Downsizing (röst)